# Schweizer Viertel (Berlin-Lichterfelde)

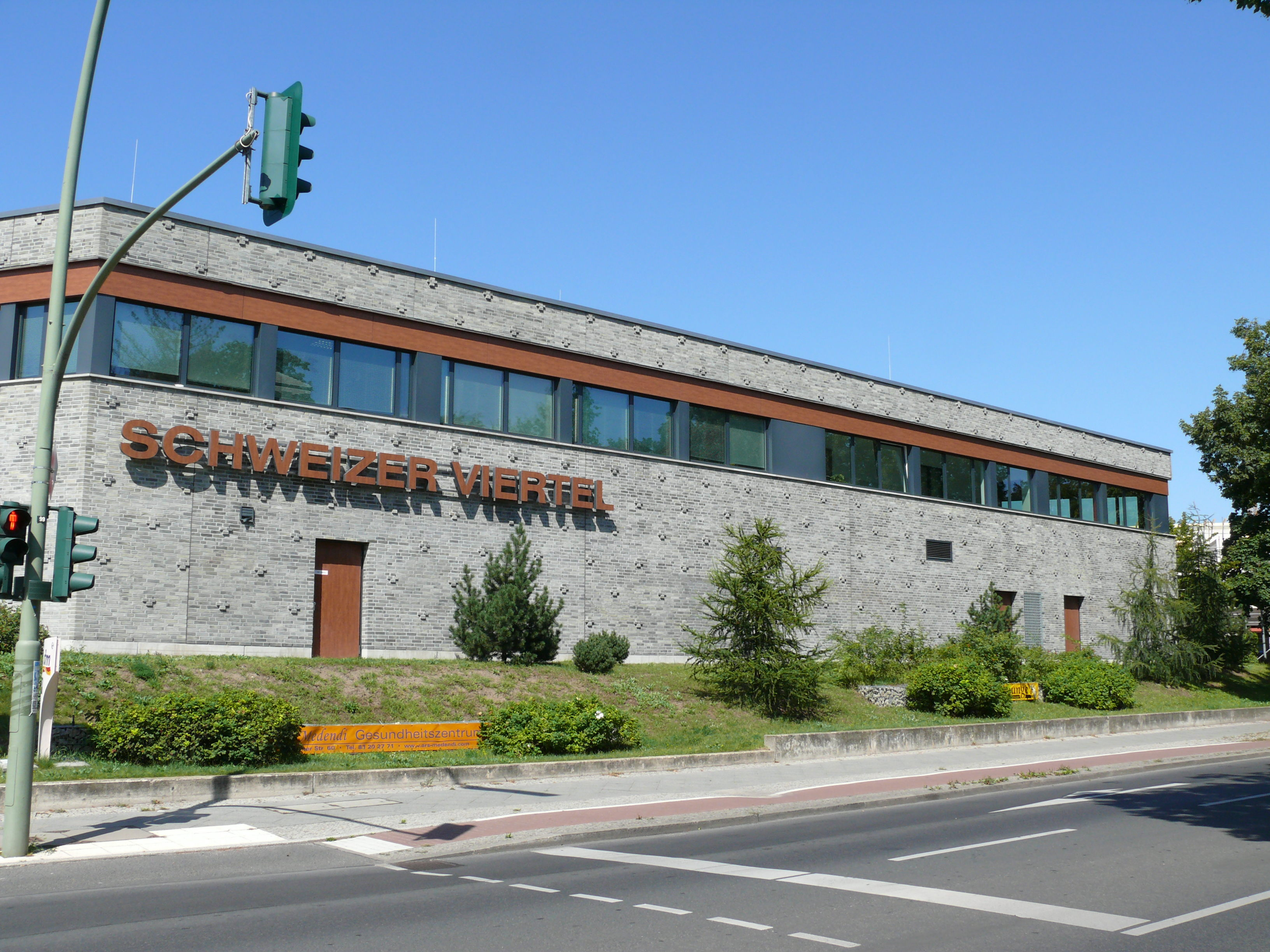
Schriftzug an der Goerzallee

Das Schweizer Viertel ist eine Ortslage in der westlichen Mitte des Berliner Ortsteils Lichterfelde, der zum Bezirk Steglitz-Zehlendorf gehört. Die Bezeichnung existiert seit den 1930er Jahren und basiert darauf, dass viele Straßen in diesem Kiez nach Schweizer Städten (u. a. Basel, Bern oder Zürich) benannt sind.

## Lage
Das Viertel wird begegrenzt von der Finckensteinallee im Norden, der Goerzallee und dem Engadiner Weg im Osten, dem Ortlerweg, einem Teil der Wismarer Straße, der Appenzeller Straße und der Luzerner Straße und einem Teil des Ostewegs im Süden und von der Aarauer Straße, Züricher Straße sowie der nach Johann Anton Wilhelm von Carstenn benannten Carstennstraße im Westen. Im Viertel nahmen bis 1994 die US-Andrews Barracks und deren Sportplatz großen Raum ein.
Westlich hinter der Aarauer Straße schließen sich vier Kleingartenkolonien an, die auch in ihrem Namen Bezug auf das Viertel nehmen, so bei Rütli oder Schweizerland. Hinter den Kolonien, südwestlich und bereits im Ortsteil Zehlendorf, lag das US-Kasernengelände McNair Barracks, heute zum Wohnkomplex Monroe-Lofts und Lesley Lofts umgebaut und eröffnet.
Die S-Bahnhöfe Lichterfelde Ost (Linie S25) und Lichterfelde West (Linie S1) sind vom Viertel aus etwa gleich weit entfernt.

## Geschichte

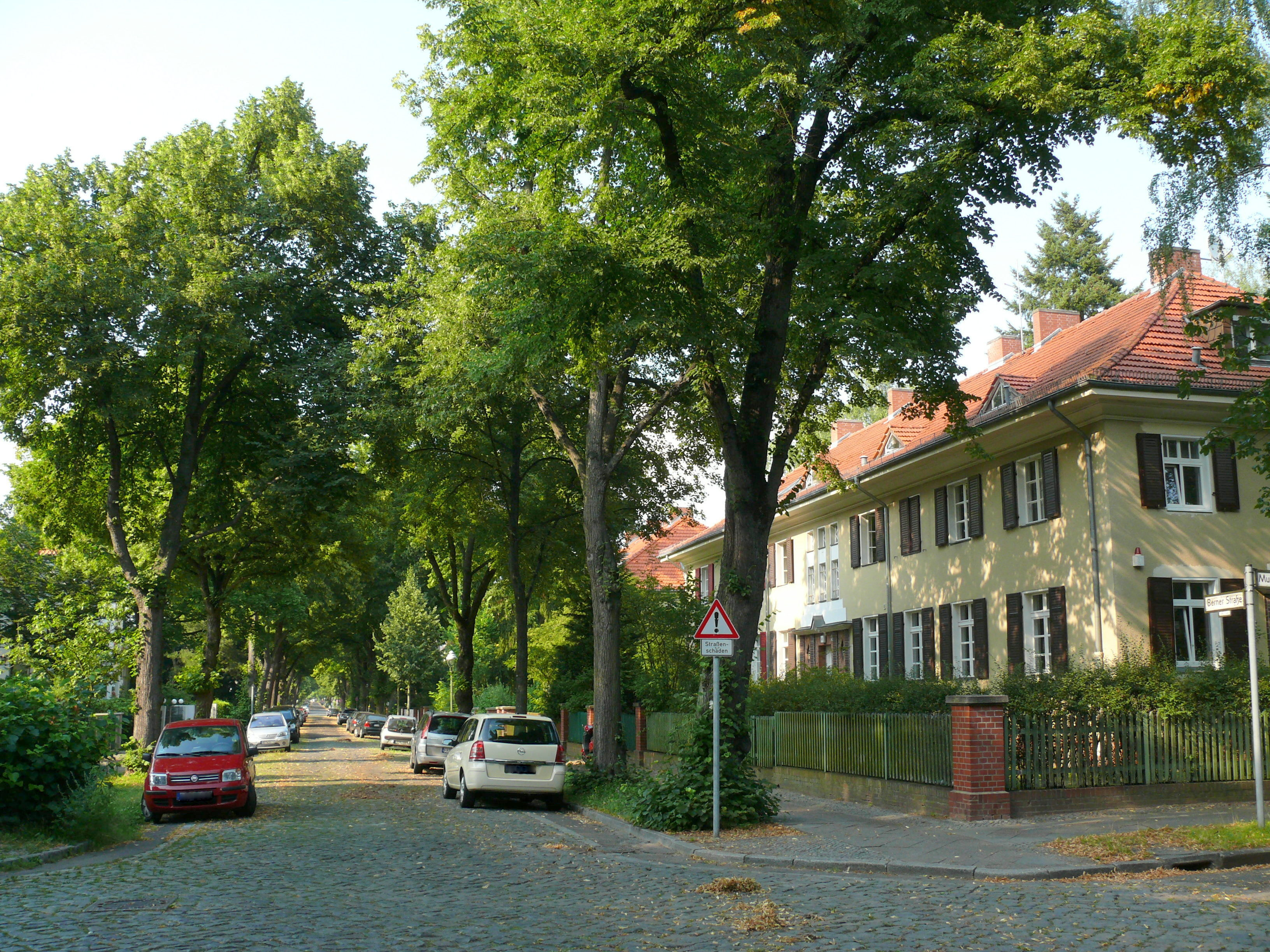
Bauten aus den 1930er Jahren in der Berner Straße

Bis etwa 1850 war Giesensdorf der größere bekannte Ort im Süden von Steglitz, erst später wurde die Ortschaft Lichtervelde (damaliger Name) bekannter und Giesensdorf 1878 nach Groß-Lichterfelde eingemeindet. Johann Anton Wilhelm von Carstenn, Planer und Architekt dieser Gegend, hatte die unmittelbare Umgebung der Preußischen Hauptkadettenanstalt für einfachere Gebäude für das Personal der Anstalt vorgesehen; dabei ging es z. B. um die Verlängerungen der Baseler Straße und der Berner Straße in südlicher Richtung. Dadurch wurde eine räumliche Trennung zu der weiter nördlich liegenden Villenkolonie Lichterfelde-West erreicht, in der ein Großteil der Offiziere lebte. Die Bebauung stockte allerdings und bis zum Ende des 19. Jahrhunderts entstanden nur wenige gründerzeitliche Mietblocks. Eine verstärkte Bebauung setzte dann Ende der 1920er Jahre mit zeittypischen Siedlungshäusern ein.

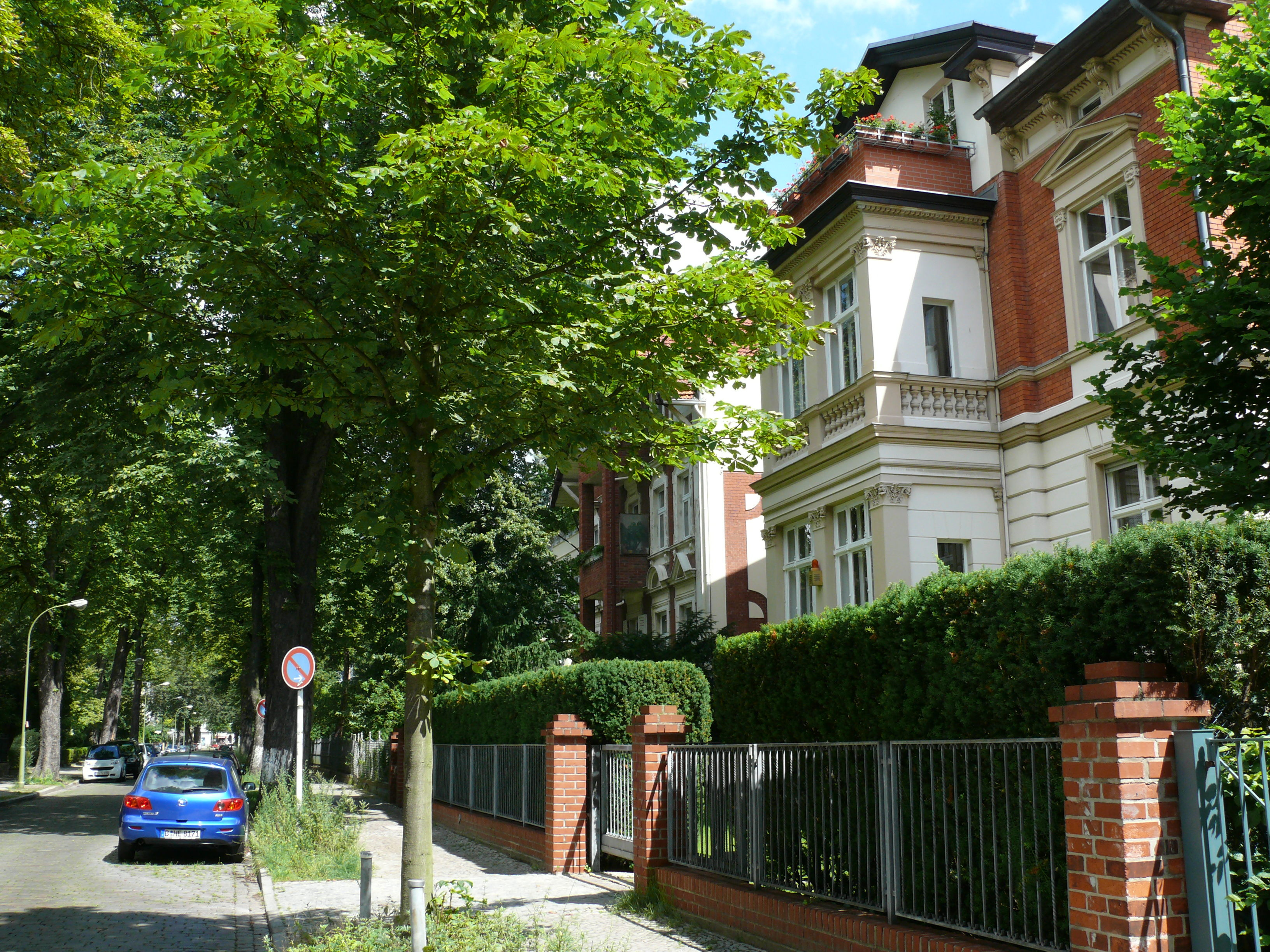
Häuserzeile in der Baseler Straße

Erst in den 1930er Jahren wurde die Bebauung des Schweizer Viertels zügig fortgesetzt. Die ursprünglich nur nummerierten Straßen erhielten Namen von Schweizer Städten, Kantonen, Tälern und Gebirgen wie z. B. Appenzell, Basel, Bern, Chur, Engadin, Genf, Lausanne, Luzern, Thun und Zürich sowie von der bekannten Schweizer Bergwiese Rütli. Heute sind weitere Straßenzüge im Viertel nach bedeutenden Frauenrechtlerinnen wie Helene von Mülinen oder Anna Mackenroth aus der Schweiz benannt.
Bis in die 1950er Jahre hinein fuhr die Straßenbahn ab Rathaus Steglitz durch die Ringstraße und Carstennstraße und endete am Thuner Platz. Heute verläuft der Busverkehr (Linie 188) durch die Ring-, Carstenn- und Luzerner Straße, weitere Busse (Linien 285 und M85) fahren die Goerzallee entlang bzw. aus Zehlendorf kommend (Linie 112) aus dem Osteweg in die Appenzeller Straße Richtung Lankwitz.
Nach 1945 wurden Häuser von Faschisten vorübergehend beschlagnahmt; die Besitzer mussten sich in der Stadt nach Mietwohnungen umsehen und US-Militärpersönlichkeiten zogen ein. Das Schweizer Viertel wurde in der Zeit nach dem Zweiten Weltkrieg bis Anfang der 1990er Jahre stark durch die Kasernen der Alliierten (Andrew Barracks) – insbesondere der dort lebenden Soldaten – geprägt.
In der Carstennstraße befand sich bis in die 1990er Jahre ein DRK-Kinderkrankenhaus.
Nach dem Abzug der Alliierten wurde das freigewordene Kasernengelände von 2001 bis 2014 in 23 Hektar Bauland für kleine Stadtvillen und Reihenhäuser sowie in ein kleines Einkaufszentrum an der Goerzallee/Lausanner Straße umgewandelt. Ehemals durch die Kasernen limitierte Straßen (so die Altdorfer-, die Züricher- und die Thuner Straße) wurden geöffnet und durch neue Wege ergänzt; diese wurden nach Schweizer Persönlichkeiten wie Johanna Spyri benannt.

## Straßen mit Schweizer Namensgebung im Viertel

### Namensgebende Städte

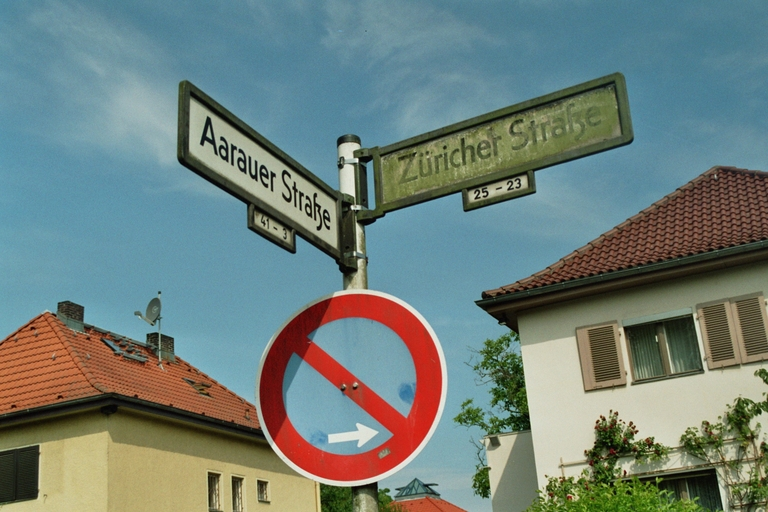
1934–1937 entstandene Siedlung in der westlichsten Ecke des Schweizer Viertels

Straßen
Aarauer, Altdorfer, Appenzeller, Baseler, Berner, Engelberger, Glarner, Lausanner, Luzerner, Murtener, Thuner und Züricher Straße
Wege
Engadiner, Genfer, Gersauer und Locarnoer Weg
Zeilen
Churer, Nidwaldener, Obwaldener, Reinacher, Sittener und Waadter Zeile
Plätze
Rütliplatz und Thuner Platz

### Namensgebende Persönlichkeiten
Wege
Ruthner-, Anna-Mackenroth-, Elisabeth-Feller-, Helene-von-Mülinen-, Johanna-Spyri-, Sophie-Taeuber-Arp- und Marie-Vögtlin-Weg
Pfade
Maggy-Breittmayer- und Ellen-Widmann-Pfad

## Gewerbe

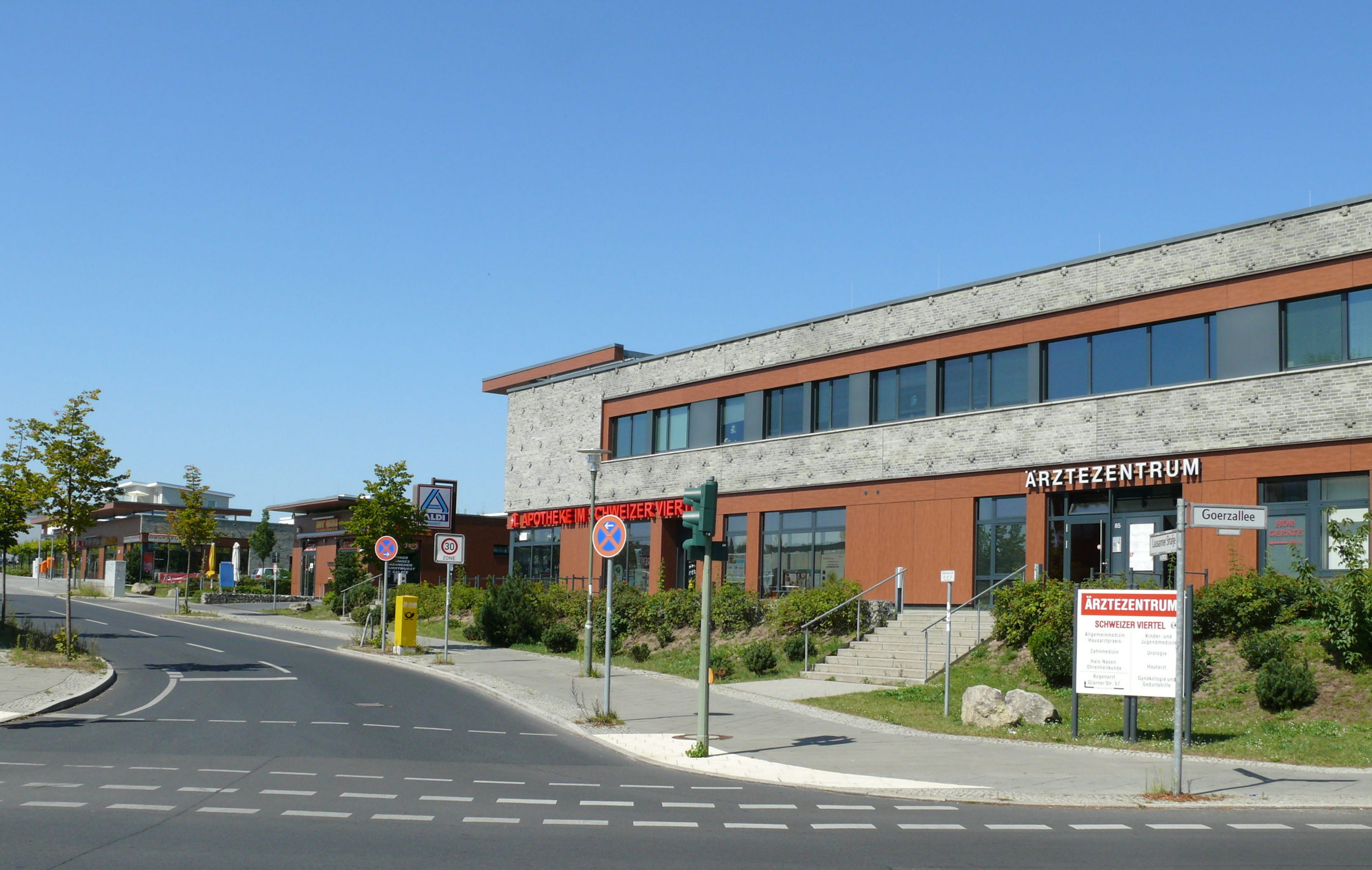
Ärztezentrum Lausanner Straße mit sich anschließendem Gewerbezentrum

Vor 1995 gab es im Umfeld des Schweizer Viertels drei Tante-Emma-Läden sowie einen Supermarkt. Heute gibt es im Viertel ein Geschäftszentrum am Ende der Lausanner Straße in Richtung Goerzallee mit diversen Einkaufsmöglichkeiten wie Supermärkten, Drogeriemarkt, Apotheke und Bäcker. An der Lausanner Straße besteht ferner ein Ärztezentrum, in dem unterschiedliche Fachgebiete vertreten sind.

## Institutionen
Im Süden des Viertels befindet sich der Parkfriedhof Lichterfelde mit Gräbern von Persönlichkeiten wie Karl Abraham, Otto Dibelius, Sebastian Haffner, Kurt von Schleicher, Georg Schumann und Drafi Deutscher.
Im Osten grenzt das Kraftwerk Lichterfelde ans Viertel an, befindet sich allerdings auf der anderen Seite des Teltowkanals.
Weitere bedeutende im Schweizer Viertel gelegene Institutionen sind das Bundesarchiv, die Schwimmhalle Finckensteinallee, das Institut für Zeitgeschichte, die Johanniter-Heime der Johanniter-Unfallhilfe, die DRK-Zentrale (Generalvikariat) im Jugendstil, die Heilige-Familie-Kirche und die Johann-Sebastian-Bach-Kirche.
Nach dem Bauboom im Schweizer Viertel und dem Zuzug zahlreicher junger Familien wurde auf dem Gelände der ehemaligen Paul-Braune-Schule an der Drakestraße zum Schuljahr 2014/15 eine Grundschule eröffnet. Begonnen wurde in der 33. Grundschule mit zwei ersten Klassen; später wurde sie nach Friedrich Drake als Friedrich-Drake-Schule benannt.

## Persönlichkeiten
Zu den prominenten Personen, die im Schweizer Viertel lebten oder leben, gehören u. a.
- Leon Boden,
- Manfred Günther und
- Johannes Wendt.